# Mannur, Indi
Mannur là một làng thuộc tehsil Indi, huyện Bijapur, bang Karnataka, Ấn Độ.